# Paolo Perino
Paolo Perino (Génova, 10 de marzo de 1988) es un deportista italiano que compitió en remo.
Ganó dos medallas en el Campeonato Mundial de Remo, en los años 2010 y 2017, y dos medallas en el Campeonato Europeo de Remo, en los años 2012 y 2014.

## Palmarés internacional
| Campeonato Mundial | Campeonato Mundial        | Campeonato Mundial | Campeonato Mundial |
| Año                | Lugar                     | Medalla            | Prueba             |
| ------------------ | ------------------------- | ------------------ | ------------------ |
| 2010               | Cambridge (Nueva Zelanda) | Medalla de plata   | Dos con timonel    |
| 2017               | Sarasota (Estados Unidos) | Medalla de bronce  | Ocho con timonel   |
| Campeonato Europeo |                           |                    |                    |
| Año                | Lugar                     | Medalla            | Prueba             |
| 2012               | Varese (Italia)           | Medalla de plata   | Ocho con timonel   |
| 2014               | Belgrado (Serbia)         | Medalla de bronce  | Cuatro sin timonel |